# Juca Martins
Juca Martins é um fotógrafo brasileiro.
Trabalhou para as pincipais revistas brasileiras durante a ditadura militar e foi do Conselho de Redação e editor de arte do semanário independente Movimento.
Socio fundador da Agência F4, primeira cooperativa fotográfica criada no Brasil, acompanhou os grandes movimentos políticos e sociais que abalaram o país desde os anos 70. Pelo seu compromisso político e militante, e mais tarde pelas suas escolhas estéticas e temáticas, mas também graças à forte personalidade de seus fotógrafos, a agência teve, em muitos aspetos, uma importante atuação no renascimento do fotojornalismo no Brasil na década de 1980.
Participou de exposições no Brasil, Espanha, Itália,
França, Alemanha, Suiça, México, Cuba, Colombia e Equador e tem obras
adquiridas para os acervos dos Museu de Arte de São Paulo (MASP) e Museu de
Arte Kunsthaus em Zurique (Suiça).
Ganhou o Prêmio Esso de Fotografia (Brasil) 1980, por duas
vezes o Prêmio Internacional Nikon (Japão) e o Prêmio Vladimir Herzog de
Direitos Humanos (Brasil) com reportagens sobre a guerra civil de El Salvador.
O Instituto Cultural Itau produziu  um vídeo sobre sua obra produzido em 1993
pelo Instituto Itau Cultural: Encontro com o artista/ Juca Martins.
Publicou o livro Antologia Fotográfica, em
1990, tem um portfolio no livro Crianças do Brasil publicado pela Fundação
Cargill em 1996. É autor do livro São Paulo/Capital, editado pelo Instituto
Moreira Salles em 1998.
Realizou na  Casa da Imagem uma mostra com suas fotografias em 2013. “Testemunha ocular, fotografias de Juca Martins”  que apresenta o fotojornalismo brasileiro dos anos 1970 e 80 através do olhar do jornalista, presente em momentos históricos sociais, políticos e mesmo ecológicos que acercavam o país na época. As violentas repressões do poder público às manifestações contra o regime militar ditatorial, a luta pela anistia ao presos políticos, as greves dos metalúrgicos e bancários, a poluição ambiental, a violência policial contra prostitutas e travestis, os maus-tratos a menores de idade na extinta Febem e na Serra Pelada fazem parte dos registros expostos entre as 78 fotografias da mostra.
Livro : Juca Martins, Editora WMF Martins Fontes, 2015. Uma cronologia visual dos principais acontecimentos que marcaram a história do Brasil entre as décadas de 1970 e 1980 compõe o mais novo livro do fotógrafo Juca Martins, obra homônima lançada na Casa da Imagem. O local escolhido foi o mesmo que exibiu em suas dependências parte desse acervo fotográfico na exposição “Testemunha ocular: fotografias de Juca Martins”, em 2013.
Resultado de uma parceria entre a Secretaria Municipal de Cultura, por meio do Museu da Cidade de São Paulo, e a Editora WMF Martins Fontes, o livro apresenta imagens de um período em que o país vivia o jugo da ditadura civil-militar, ao mesmo tempo em que via, também, o surgimento de movimentos sociais de luta por democracia. Nesta série, estão registros das greves dos metalúrgicos e dos bancários, além dos movimentos pela Anistia. Integram o livro, ainda, imagens do garimpo de Serra Pelada, pelas quais o fotógrafo ganhou o Prêmio Internacional Nikon; sobre a grande seca do Nordeste, em 1986; e registros da crise ambiental de Cubatão.
Juca Martins atua como repórter fotográfico desde 1970. Foi editor de arte do jornal Movimento e expôs obras suas em países como Espanha, Itália, França e Alemanha. Ganhou o Prêmio Esso de Fotografia com uma série de reportagens sobre menores e o Prêmio Vladimir Herzog de Direitos Humanos com a reportagem sobre a guerra de El Salvador.
Atualmente é editor e fotógrafo da agência Olhar Imagem, da qual é fundador. A Olhar Imagem está voltada para uma documentação sócio-econômica do Brasil e do mundo, tornando–se uma das mais completas agências de fotografia do Brasil. Coordena através de uma rede social o grupo de fotógrafos Fotobrasilis que realiza um documentário fotográfico sobre o Brasil.

## Prêmios
- Prêmio Esso de Fotografia (Brasil)
- Prêmio Internacional Nikon (Japão)
- Prêmio Vladimir Herzog de Direitos Humanos (Brasil)

## Publicações
- Antologia fotográfica, pela Editora Dazibao, 1990
- São Paulo/Capital, Instituto Moreira Salles, 1998
- Juca Martins, pela Editora WMF Martins Fontes, 2015